# 德赖斯-布吕克
德赖斯-布吕克是德国莱茵兰-普法尔茨州的一个市镇。总面积18.18平方公里，总人口891人，其中男性438人，女性453人（2011年12月31日），人口密度49人/平方公里。